# لان جونسون
لان جونسون (بالإنجليزية: Lane Johnson)‏ هو لاعب كرة قدم أمريكية أمريكي، ولد في 8 مايو 1990 في غروفتون في الولايات المتحدة.

## وصلات خارجية
- لان جونسون على موقع مرجع كرة القدم المحترفة.كوم (الإنجليزية)